# Ducetia zhengi
Ducetia zhengi är en insektsart som beskrevs av Chang, Y.-l. och F-m. Shi 1999. Ducetia zhengi ingår i släktet Ducetia och familjen vårtbitare. Inga underarter finns listade i Catalogue of Life.